# 1157
El 157 (MCLVII) fou un any comú que començava el dimarts del calendari julià.

## Esdeveniments
- Terratrèmol a Síria.[1]

## Naixements
- 25 de març, Osca, Regne d'Aragó Alfons el Cast, rei d'Aragó, comte de Barcelona i Provença.[2]
- Ricard Cor de Lleó, va ser rei d'Anglaterra des del 6 de juliol de 1189 fins a la seva mort.[3]

## Necrològiques
Països Catalans
Món
- Alfons VII de Lleó, fou rei de Galícia (1111-1157), de Lleó i de Castella (1126-1157). Almeria va entrar en possessió almohade. Alfons tornava d'una expedició contra ells quan va morir el 21 d'agost de 1157 a Fresneda, al port de Muradal (lloc antic al pas de Despeñaperros de Sierra Morena).[4]